# Baboesjkin
Baboesjkin (Russisch: Бабушкин) is een stad in de Russische autonome republiek Boerjatië. De stad ligt aan de zuidelijke zijde van het Baikalmeer, aan de trans-Siberische spoorlijn.
In 1892 werd Mysovaja (Russisch: Мысовая) gesticht als poststation. In 1902 werd de stad hernoemd naar Misovsk (Мысовск) en verkreeg ze de stadsstatus. In 1906 werd de stad nogmaals hernoemd ter ere van de revolutionair Ivan Baboesjkin.
| 1931  | 1959  | 1970  | 1979  | 1989  | 2002  |
| ----- | ----- | ----- | ----- | ----- | ----- |
| 2.900 | 8.200 | 7.900 | 7.400 | 7.298 | 4.953 |

## Geografie

### Klimaat
| Maand                       | jan   | feb   | mrt   | apr   | mei  | jun  | jul   | aug   | sep  | okt   | nov   | dec   | Jaar  |
| --------------------------- | ----- | ----- | ----- | ----- | ---- | ---- | ----- | ----- | ---- | ----- | ----- | ----- | ----- |
| Hoogste maximum (°C)        | 3,7   | 6,8   | 12,4  | 23,8  | 29,1 | 31,6 | 33,6  | 32,5  | 27,7 | 21,1  | 12,8  | 6,2   | 33,6  |
| Gemiddeld maximum (°C)      | −10,4 | −9,8  | −2,9  | 5,1   | 12,5 | 17,0 | 20,1  | 19,1  | 13,6 | 6,9   | −0,2  | −4,8  | 5,5   |
| Gemiddelde temperatuur (°C) | −14,8 | −15,0 | −8,4  | 0,2   | 7,0  | 11,8 | 15,8  | 15,3  | 9,5  | 3,0   | −3,9  | −8,5  | 1,0   |
| Gemiddeld minimum (°C)      | −19,1 | −20,2 | −13,9 | −4,7  | 1,4  | 6,6  | 11,4  | 11,4  | 5,5  | −0,8  | −7,6  | −12,2 | −3,5  |
| Laagste minimum (°C)        | −35,3 | −38,6 | −30,3 | −24,5 | −6,2 | −1,8 | 2,4   | 3,5   | −3,1 | −13,8 | −20,3 | −25,8 | −38,6 |
|                             |       |       |       |       |      |      |       |       |      |       |       |       |       |
| Neerslag (mm)               | 22,9  | 8,8   | 13,1  | 26,1  | 44,6 | 77,5 | 100,1 | 101,0 | 65,9 | 28,6  | 30,3  | 27,2  | 546,1 |
| Bron: Погода Бабушкин       |       |       |       |       |      |      |       |       |      |       |       |       |       |

Bestuurlijk centrum: Oelan-Oede

Baboesjkin · Goesinoozjorsk · Kjachta · Severobajkalsk · Zakamensk